# Mozzarella-Sticks

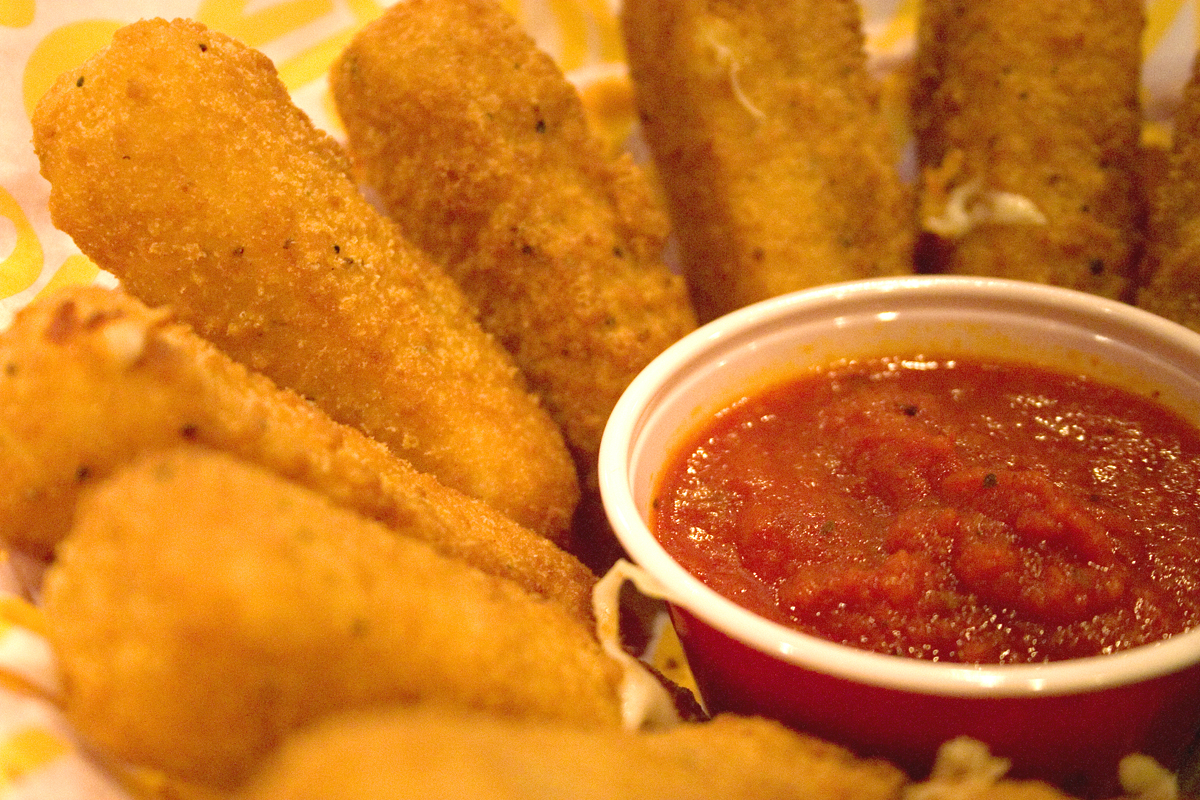
Mozzarella-Sticks mit Sauce

Als Mozzarella-Sticks wird ein Gericht aus frittiertem Mozzarella bezeichnet.

## Zubereitung
Längliche Mozzarella-Stücke werden mit einer Panade umhüllt, bis zum Schmelzen des Käses frittiert und oft mit Tomatensauce oder einem anderen Dip serviert. Im Capital District des US-Bundesstaates New York gelten Mozzarella-Sticks mit Himbeersauce als regionale Spezialität.